# Тунгабхадра
Тунгабха́дра — священная река в южной Индии, течёт через штаты Карнатака и Андхра-Прадеш, где впадает в Кришну. В эпосе «Рамаяна» эта река называлась «Пампа», хотя сейчас это название носит река Керала.

## Течение
Тунгабхадра образуется из слияния рек Тунга и Бхадра и течёт на восточном склоне Западных Гат в штате Карнатака. Затем она поворачивает на северо-восток через борозды, образованные валунами.